# Горсшу-Бей
Горсшу-Бей (англ. Horseshoe Bay) — літнє село в Канаді, у провінції Альберта, у складі муніципального району Сент-Пол № 19.

## Населення
За даними перепису 2016 року, літнє село нараховувало 49 осіб постійного населення, показавши зростання на 32,4%, порівняно з 2011-м роком. Середня густина населення становила 42,8 осіб/км².
З офіційних мов обидвома одночасно володіли 5 жителів, тільки англійською — 40.
Працездатне населення становило 45 осіб (90% усього населення), усі були зайняті.

## Клімат
Середня річна температура становить 1,4°C, середня максимальна – 20,8°C, а середня мінімальна – -22,3°C. Середня річна кількість опадів – 460 мм.
| Клімат поселення                              | Клімат поселення | Клімат поселення | Клімат поселення | Клімат поселення | Клімат поселення | Клімат поселення | Клімат поселення | Клімат поселення | Клімат поселення | Клімат поселення | Клімат поселення | Клімат поселення | Клімат поселення |
| Показник                                      | Січ.             | Лют.             | Бер.             | Квіт.            | Трав.            | Черв.            | Лип.             | Серп.            | Вер.             | Жовт.            | Лист.            | Груд.            |                  |
| Середній максимум, °C                         | −9,5             | −6,12            | 0,04             | 9,66             | 16,25            | 20,46            | 20,78            | 19,91            | 14,30            | 8,35             | −2,29            | −9,66            |                  |
| Середня температура, °C                       | −15,9            | −12,53           | −6,38            | 3,25             | 9,83             | 14,04            | 16,20            | 15,35            | 9,74             | 3,79             | −6,88            | −14,23           |                  |
| Середній мінімум, °C                          | −22,33           | −18,96           | −12,8            | −3,17            | 3,42             | 7,62             | 11,65            | 10,76            | 5,16             | −0,79            | −11,44           | −18,8            |                  |
| Норма опадів, мм                              | 22               | 14               | 18               | 32               | 48               | 76               | 84               | 63               | 44               | 19               | 19               | 21               |                  |
| Середньомісячна швидкість вітру, м/с          | 3.60             | 3.60             | 3.70             | 4.00             | 4.00             | 3.60             | 3.30             | 3.20             | 3.50             | 3.80             | 3.80             | 3.72             |                  |
| Середньомісячна сонячна радіація, кДж/м²·день | 3386             | 6963             | 12290            | 17266            | 20873            | 22181            | 22115            | 18308            | 12292            | 7238             | 3626             | 2423             |                  |
| --------------------------------------------- | ---------------- | ---------------- | ---------------- | ---------------- | ---------------- | ---------------- | ---------------- | ---------------- | ---------------- | ---------------- | ---------------- | ---------------- | ---------------- |
| Джерело:                                      |                  |                  |                  |                  |                  |                  |                  |                  |                  |                  |                  |                  |                  |